# Got de vi (grup de bolets)
Els gots de vi són bolets anuals, terrestres i carnosos, generalment de color lila; massissos, ferms, i en forma de con invertit. En madurar esdevenen còncaus en la part central i llavors pren forma de got, de ventall o d'embut obert per un costat.
En el revers presenten plecs engruixits, longitudinals, més o menys irregularment ramificats, violetes.
La carn és blanca, violeta a les ferides.
Són bolets poc freqüents, que estan en regressió i que cal protegir. No s'haurien de collir. Són propers als rossinyols, rossinyolics i trompetes.

## Espècies

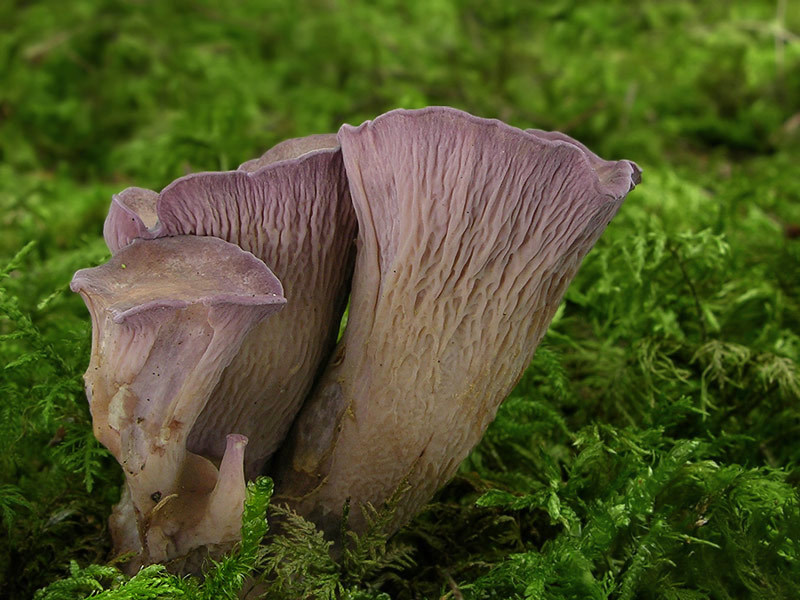
Got de vi (Gomphus clavatus)

Tan sols hi ha descrites dues espècies de gots de vi, ambdues pertanyen al gènere Gomphus, família de les gomfàcies, són:
- Gomphus clavatus, got de vi
- Gomphus crassipes, got de vi de carn lila